# 大洋山 (丽水市)
大洋山是一座位于浙江省丽水市缙云县的山峰，海拔1500.6米，为括苍山的最高峰。大洋山石龙景区，是浙江省“嵊泗24H”主题旅游线路的节点之一。